# セレスポ
株式会社セレスポ（英: CERESPO CO.,LTD.）は、日本のイベント制作会社である。本社は東京都豊島区北大塚1-21-5に所在する。東京証券取引所スタンダード市場上場企業（証券コード:9625）。

## 概要
1977年に地鎮祭などの建設式典と運動会などのスポーツイベントの企画、制作を行う企業として設立した。1994年4月に店頭登録企業となった。（のちにJASDAQ上場）
2016年現在、主なセグメントとして、セレモニー部門、スポーツ部門、フェスティバル部門、プロモーション部門、コンベンション部門などを有している。また東京オリンピックを控え設備・設営の注目企業に名が上がり、オリンピック・地方創生などのイベント企画企業としても注目を集めている。

## 沿革
- 1977年7月 - 東京都板橋区で会社創立。資本金500万円。主なセグメントは、建設式典と運動会イベントの企画。
- 1994年4月 - 株式店頭登録、本社を豊島区に移転。
- 2004年12月 - JASDAQに上場。
- 2013年4月 - 陸上部を設立。
- 2013年6月 - 中国・四国地方におけるイベント活動に関し、セーラー広告（JASDAQ上場企業）と業務提携[8]。
- 2017年12月 - 排球堂マーケティングと資本提携[9]。

## 陸上部
将来性のあるアスリートの育成・強化を目的に、陸上部を2013年4月に創部した。2023年1月現在の所属部員は下記の通り。
- 白石黄良々
- 伊藤明子

過去の選手
- 大石沙也加[12]
- 中村真悠子[13]
- 真下まなみ[14]

## スポンサーシップ
2023年1月現在、次のスポーツ団体とスポンサーシップ契約を行っている。
- 日本スポーツ協会
- 日本陸上競技連盟
- 日本トライアスロン連合
- 日本バレーボールリーグ機構
- 日本パラ陸上競技連盟
- 日本ハンドボールリーグ機構
- 横浜市スポーツ協会
- 北海道日本ハムファイターズ

## 不祥事

### 2020年東京五輪テスト大会をめぐる独占禁止法違反疑惑
2022年11月25日、東京地検特捜部と公正取引委員会から、東京2020五輪組織委員会が発注したテスト大会業務において入札談合した疑いがあるとして、私的独占の禁止及び公正取引の確保に関する法律（独占禁止法）違反の疑いで電通などと共に家宅捜索を受けた。
2023年2月8日、東京地検特捜部は、受注調整はテスト大会及び本大会なども含めて一体的に行われたとの見方を示し、テスト大会の計画立案支援業務を巡る入札で受注調整をした独占禁止法違反（不当な取引制限）容疑で、五輪組織委員会大会運営局元次長、受注側である電通元幹部（元スポーツ事業局長、あるいは元スポーツ局局長補）、セレスポ及びフジクリエイティブコーポレーションの幹部ら4人を逮捕し、各関係先の家宅捜索を行った。2月28日、特捜部はセレスポ幹部ら7人と同社ら法人6社を独占禁止法違反の罪で起訴した。
2024年12月18日、東京地際は法人としてのセレスポに罰金2億8千万円、元専務取締役に懲役1年10月、執行猶予4年を言い渡した。19日、セレスポと元専務取締役は判決を不服として控訴した。2025年6月3日、東京高裁は一審判決を支持し、セレスポと元専務の控訴を棄却した。
6月23日、公正取引委員会はセレスポなど8社の独占禁止法違反（不当な取引制限）を認定し、再発防止を求める排除措置命令を出した。うち7社に総額約33億円の課徴金納付を命じた。うち、セレスポの課徴金額は11億6319万円。